# Raid Samochodowy przez Ziemię Kielecką 1956
Raid Samochodowy przez Ziemię Kielecką – 1. edycja Rajdu Samochodowego przez Ziemię Kielecką. Był to rajd samochodowy rozgrywany od 26 do 27 maja 1956 roku. Była to druga runda Rajdowych Samochodowych Mistrzostw Polski w roku 1956. Zawodnicy byli klasyfikowani w poszczególnych klasach nie było prowadzonej klasyfikacji generalnej.

## Wyniki końcowe rajdu[1]

### Klasa S
| Miejsce | Kierowca          | Samochód |
| ------- | ----------------- | -------- |
| 1       | Grzegorz Timoszek | BMW      |
| 2       | Jan Sanecznik     | BMW      |

### Klasa VIII T
| Miejsce | Kierowca            | Samochód          |
| ------- | ------------------- | ----------------- |
| 1       | Marian Repeta       | FSO Warszawa M 20 |
| 2       | Marian Zatoń        | FSO Warszawa M 20 |
| 3       | Roman Karczewski    | FSO Warszawa M 20 |
| 4       | Ryszard Orzechowski | FSO Warszawa M 20 |
| 5       | Józef Ziętel        |                   |
| 6       | Edward Lasota       | FSO Warszawa M 20 |

### Klasa VII T
| Miejsce | Kierowca             | Samochód |
| ------- | -------------------- | -------- |
| 1       | Walerian Waryszewski | BMW      |
| 2       | Edward Niziołek      |          |
| 3       | Jerzy Nowosielski    |          |
| 4       | Zygmunt Skoczkowski  |          |
| 5       | Bogusław Osowiecki   |          |
| 6       | Ludwik Kachelski     | Citroen  |

### Klasa VI T
| Miejsce | Kierowca           | Samochód          |
| ------- | ------------------ | ----------------- |
| 1       | T. Kwiatkowski     | Lancia            |
| 2       | Wacław Praszczałek |                   |
| 3       | Maria Szmechta     | Mercedes-Benz 170 |
| 4       | Tarczewski         |                   |
| 5       | Antoni Baran       | Opel Olympia      |

### Klasa IV-V T
| Miejsce | Kierowca           | Samochód    |
| ------- | ------------------ | ----------- |
| 1       | Stanisław Smolarek |             |
| 2       | Janusz Luniak      |             |
| 3       | Henryk Olszewski   | Skoda       |
| 4       | Erazm Gajewski     | Fiat 1100   |
| 5       | Józef Ciećwierz    | Skoda Tudor |
| 6       | Zygmunt Filus      |             |

### Klasa III T
| Miejsce | Kierowca            | Samochód |
| ------- | ------------------- | -------- |
| 1       | Stefan Goński       |          |
| 2       | Stanisław Jabłoński | DKW      |
| 3       | Henryk Steinhausel  | DKW      |
| 4       | Jerzy Opiela        |          |
| 5       | Tadeusz Kalinowski  |          |
| 6       | Irena Szczepańska   |          |